# Olympische Winterspiele 1992/Teilnehmer (Luxemburg)
| Gelbes Symbol für Goldmedaillen mit stilisierten Olympischen Ringen | Graues Symbol für Silbermedaillen mit stilisierten Olympischen Ringen | Braundes Symbol für Bronzemedaillen mit stilisierten Olympischen Ringen |
| ------------------------------------------------------------------- | --------------------------------------------------------------------- | ----------------------------------------------------------------------- |
| —                                                                   | 2                                                                     | —                                                                       |

Luxemburg nahm an den Olympischen Winterspielen 1992 in Albertville wie schon 1988 mit einem Athleten teil. Einziger Starter war wieder der alpine Skiläufer Marc Girardelli, der bei diesen Spielen mit zweimal Silber die bisher einzigen Medaillen Luxemburgs bei Winterspielen gewann.

## Teilnehmer nach Sportarten

### Ski Alpin
- Marc Girardelli
Abfahrt → DNF
Super-G → Silber (+ 0,73)
Riesenslalom → Silber (+ 0,32)
Slalom → disqualifiziert
Kombination → DNF